# Opel Tigra TwinTop
La Tigra TwinTop è un'autovettura  prodotta dal 2004 al 2009 dalla Casa automobilistica tedesca Opel. La Tigra TwinTop è stata messa in vendita anche come Holden Tigra nel mercato australiano.

## Storia
La Tigra TwinTop è stata lanciata nel settembre del 2004 come erede della precedente Opel Tigra, piccola coupé di gran successo e dalle prestazioni brillanti.
La Tigra TwinTop, a differenza del modello precedente, è però un'auto molto diversa sotto vari punti di vista, primo fra tutti il tipo di carrozzeria. Fu infatti abbandonata la configurazione coupé in favore di una configurazione coupé-cabriolet, molto più in voga ed in grado di appagare anche gli appassionati di vetture scoperte. Più che di coupé-cabriolet, sarebbe inoltre più esatto parlare di coupé-spider, dal momento che la nuova Tigra TwinTop è una vettura a due posti secchi. Nuovo e più moderno anche lo styling del corpo vettura, firmato dalla carrozzeria francese Heuliez, più spigoloso e con linee più hi-tech, secondo lo stile adottato dal tutte le Opel dei primi anni 2000.
Il fatto di essere a tutti gli effetti una coupé-cabriolet ha posto la Tigra TwinTop in diretta concorrenza con vetture simili, prima fra tutte la Peugeot 206 CC. Rispetto alla concorrenza, però, la Tigra TwinTop riesce ad offrire un bagagliaio relativamente capiente anche in configurazione aperta, poiché il tetto rigido pieghevole va ad alloggiarsi in una zona immediatamente dietro i sedili, senza intaccare il volume interno del bagagliaio stesso.
Inizialmente la Tigra TwinTop è stata proposta in una sola motorizzazione, un 1.4 da 90 CV della serie Twinport, caratterizzato da bassi consumi e basse emissioni inquinanti. Rispetto alla precedente Tigra, però, le prestazioni sono sensibilmente inferiori, principalmente per il fatto di aver dovuto rinforzare la scocca, avendo a che fare con un'auto che deve poter muoversi in tutta sicurezza anche da aperta. Ciò ha influito negativamente sulla massa e quindi anche sulle prestazioni della vettura: la Tigra TwinTop 1.4 raggiunge i 180 km/h (la precedente Tigra 1.4 16V raggiungeva i 190 km/h), che scendono addirittura a 178 se la Tigra TwinTop 1.4 monta il cambio robotizzato Easytronic, disponibile a richiesta, che però è anche meno impegnativo e rende il motore più parco nei consumi. Nel 2005 sono arrivati due nuovi motori: un più brillante 1.8 16V da 125 CV ed un 1.3 turbodiesel common rail di origine Fiat da 70 CV.

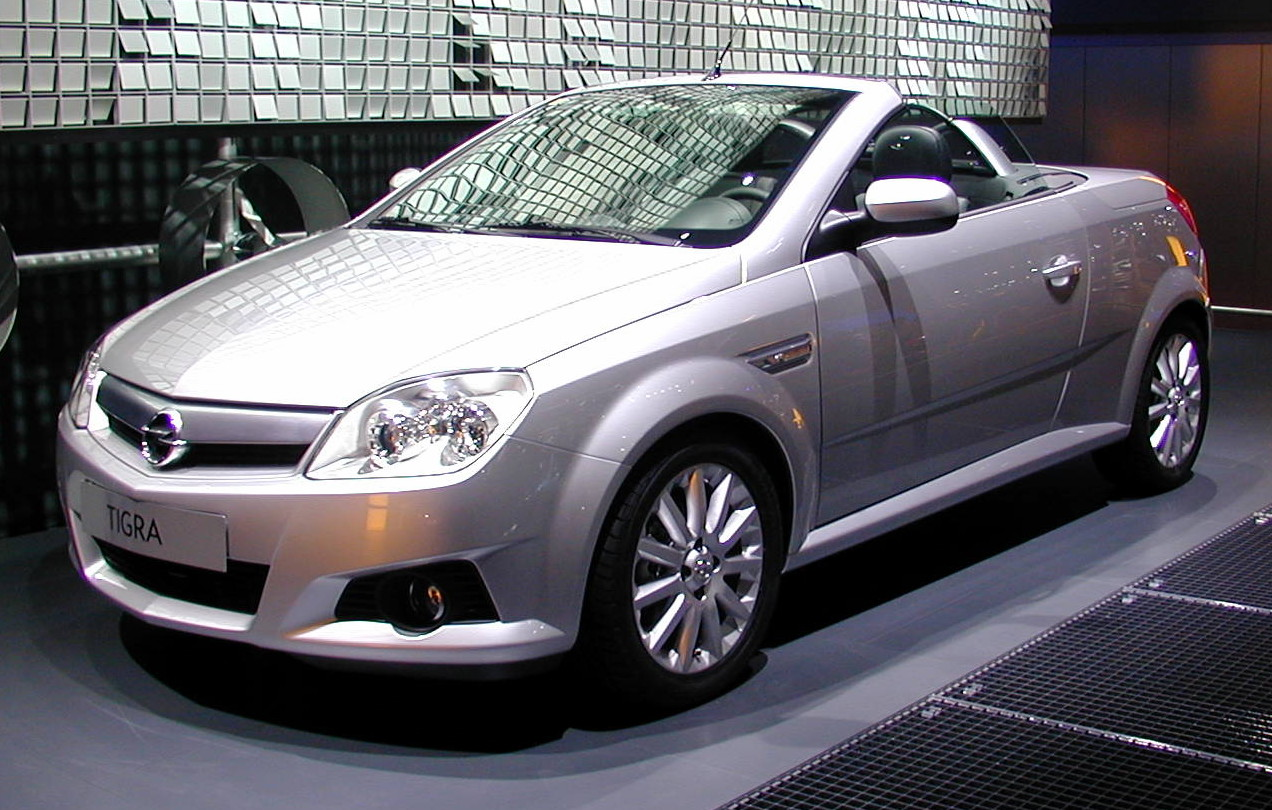
Una Tigra TwinTop in configurazione aperta

Nel corso della sua carriera la Tigra TwinTop ha venduto discretamente, anche se non in maniera eclatante, specialmente rispetto alla precedente Tigra. Un brusco crollo di vendite avutosi tra il 2006 ed il 2007 ha fatto sì che per la Tigra TwinTop sia stata fissata la fine della produzione durante il corso del 2009.

## Motorizzazioni
| Opel Tigra TwinTop |                    |               |                     |                     |                       |                          |
| Modello            | Anni di produzione | Cilindrata cc | Potenza CV          | Coppia Massima Nm   | Velocità Massima km/h | Accelerazione 0–100 km/h |
| Tigra 1.4 16V      | 2004-2009          | 1364          | 90 a 5600 giri/min  | 125 a 4000 giri/min | 180                   | 12"4                     |
| Tigra 1.8 16V      | 2005-2009          | 1796          | 125 a 6000 giri/min | 165 a 4600 giri/min | 204                   | 9"4                      |
| Tigra 1.3 CDTI 16V | 2005-2009          | 1248          | 70 a 4000 giri/min  | 170 a 1750 giri/min | 167                   | 15"5                     |